# Stenstorps socken
Stenstorps socken i Västergötland ingick i Gudhems härad, ingår sedan 1974 i Falköpings kommun och motsvarar från 2016 Stenstorps distrikt.
Socknens areal är 19,41 kvadratkilometer varav 19,34 land. År 2000 fanns här 1 847 invånare. Tätorten Stenstorp med sockenkyrkan Stenstorps kyrka ligger i socknen.

## Administrativ historik
Socknen har medeltida ursprung. 
Vid kommunreformen 1862 övergick socknens ansvar för de kyrkliga frågorna till Stenstorps församling och för de borgerliga frågorna bildades Stenstorps landskommun. Landskommunen utökades 1952 och uppgick 1974 i Falköpings kommun. Församlingen utökades 2006.
1 januari 2016 inrättades distriktet Stenstorp, med samma omfattning som församlingen hade 1999/2000.  
Socknen har tillhört län, fögderier, tingslag och domsagor enligt vad som beskrivs i artikeln Gudhems härad. De indelta soldaterna tillhörde Skaraborgs regemente Livkompaniet och Västgöta regemente, Gudhems kompani.

## Geografi
Stenstorps socken ligger nordost om Falköping med en enklav på Billingen. Socknen är en odlingsbygd på Falbygden.

## Fornlämningar
Fyra gånggrifter och två hällkistor från stenåldern är funna. Från järnåldern finns gravar och stensättningar.

## Namnet
Namnet skrevs 1397 Stödhvngxstorp och kommer från kyrkbyn. Efterleden är torp, 'nybygge'. Förleden är troligen mansnamnet Stödhing eller Stödhung.